# Protopirapion
Protopirapion – rodzaj chrząszczy z rodziny pędrusiowatych i podrodziny Apioninae. Obejmuje dwa opisane gatunki. Zamieszkują Europę i Afrykę Północną. Żerują na bobowatych.

## Morfologia
Chrząszcze o ciele długości od 1,8 do 3,5 mm. Ubarwienie mają czarne, co najwyżej ze szczątkowym połyskiem niebieskawym lub ołowianym na pokrywach. Oskórek porastają wyraźne, białawe włoski (włosowate łuski).
Głowę cechują: okrągłe i wypukłe oczy, niskie kile podoczne sięgające ledwo do ⅓ długości oczu, płaskie czoło z dwoma niepunktowanymi rowkami pośrodku i punktowanymi rowkami po bokach oraz punktowanie ciemienia przeciągnięte ku tyłowi nie dalej niż do połowy długości oczu. Osadzone w okolicy nasadowej ⅓ długości ryjka czułki zwieńczone są owalną buławą o długości od 2,1 do 2,4 raza większej od szerokości. Ryjek jest tak długi jak przedplecze, zakrzywiony, w części nasadowej punktowany i owłosiony, w środkowej bardzo lekko rozszerzony u samca i nierozszerzony u samicy, a w wierzchołkowej nagi i po sam szczyt punktowany.
Prawie tak szerokie jak długie lub szersze niż dłuższe przedplecze ma kształt prawie kwadratowy do trapezowatego z zaokrąglonymi bokami i prostą krawędzią tylną. Na jego powierzchni występują duże, gęsto rozmieszczone punkty oraz bruzdowaty, ku szczytowi przeciągnięty dołek przedtarczkowy. Naga, niepunktowana tarczka może być trójkątna i pozbawiona bruzdy podłużnej lub kwadratowawa i zaopatrzona w takąż bruzdę. Pokrywy są zrośnięte, gruszkowate, silnie za środkiem rozszerzone, o niewyrażonych barkach. Rzędy pierwszy, szósty i siódmy są z przodu skrócone. Na każdej pokrywie znajduje się jedna szczecinka wyspecjalizowana, wyrastająca w tylnej ⅓ siódmego międzyrzędu. Skrzydła tylnej pary nie zawsze występują. Biodra pary środkowej nie stykają się. Wyrostek zapiersia jest silniej wyniesiony niż wyrostek śródpiersia. Odnóża są przysadziste, o wyposażonych w ząbek nasadowy pazurkach. U samca golenie są nieuzbrojone.
Szew pomiędzy pierwszym i drugim z widocznych sternitów odwłoka jest po bokach wciśnięty, a pośrodku zatarty. Silnie poprzeczne pygidium samca ma równomiernie zaokrągloną krawędź wierzchołkową. W genitaliach samca szerokie wcięcie pośrodkowe rozdzielające płaty parameroidalne nie osiąga szczytowych krawędzi poprzecznych i pośrodkowo stykających się okienek. W zesklerotyzowanej części nasadowej wspomnianych płatów znajduje się po cztery lub pięć bardzo krótkich szczecinek makroskopowych, a w krótkiej, błoniastej części wierzchołkowej szczecinki mikroskopowe. Mocno wystające i na szczycie rozdwojone prostegium łączy się stawowo z rozdętym, znacznie silniej od płytki tegminalnej wykształconym pierścieniem wolnym. Środkowy płat edeagusa (prącie) w widoku grzbietowym ma równoległe boki i zaokrąglony wierzchołek, a widoku bocznym jest prawie prosty, nieco tylko w odsiebnej połowie zakrzywiony, o prostym szczycie. Temony są długie, a endofallus ma fałdę wzmacniającą w części nasadowej i długie kolce mikroskopowe (spikule) w części wierzchołkowej.

## Ekologia i występowanie
Owady te są fitofagami żerującymi na bobowatych z plemienia Genisteae, w tym na Calicotome, kolcolistach, szczodrzeńcach i żarnowcach. Endofagiczne larwy przechodzą rozwój w kwiatach, natomiast postacie dorosłe żerują na zielonych częściach rośliny.
Rodzaj palearktyczny. Oba gatunki występują w Europie i Afryce Północnej. Do Europy Środkowej, w tym Polski dociera tylko gatunek typowy.

## Taksonomia
Takson ten wprowadził w 1990 roku Miguel Á. Alonso-Zarazaga na łamach czasopisma „Graellsia”. Zalicza się do niego dwa opisane gatunki:
- Protopirapion atratulum (Germar, 1817)
- Protopirapion kraatzii (Wencker, 1859)

Gatunkiem typowym wyznaczono pierwszy z wymienionych. Nazwa rodzajowa wywodzi się od nazwy taksonu Pirapion, do którego uprzednio zaliczano te gatunki.